# Jo Hyeon-woo
Đây là một tên người Triều Tiên, họ là Jo.
Jo Hyeon-woo (Hangul: 조현우; Hanja: 趙賢祐; Hán-Việt: Triệu Tiên Du; sinh ngày 25 tháng 9 năm 1991) là một cầu thủ bóng đá chuyên nghiệp người Hàn Quốc hiện đang thi đấu ở vị trí thủ môn cho câu lạc bộ Ulsan Hyundai tại K League 1 và Đội tuyển bóng đá quốc gia Hàn Quốc. Anh đã cùng với đội tuyển Hàn Quốc tham dự FIFA World Cup 2018 được tổ chức tại Nga và đồng thời cũng là thủ môn bắt chính trong tất cả các trận đấu của tuyển Hàn Quốc ở kỳ World Cup này.

## Sự nghiệp câu lạc bộ
Anh được lựa chọn bởi Daegu FC trong đợt tuyển quân chuẩn bị cho K-League 1 vào năm 2013.

## Sự nghiệp quốc tế
Tháng 11 năm 2015, Jo Hyeon-woo được huấn luyện viên Uli Stielike triệu tập lên đội tuyển quốc gia Hàn Quốc để thi đấu ở vòng loại World Cup 2018 gặp Lào và Myanmar.